# Racek stříbřitý
Racek stříbřitý (Larus argentatus) je velký druh racka ze skupiny „velkých bělohlavých racků“.

## Taxonomie
V Evropě se vyskytují dva poddruhy.
- L. a. argentatus Obývá kontinentální Evropu.
- L. a. argenteus Obývá Britské ostrovy a přilehlou Evropu.

## Popis

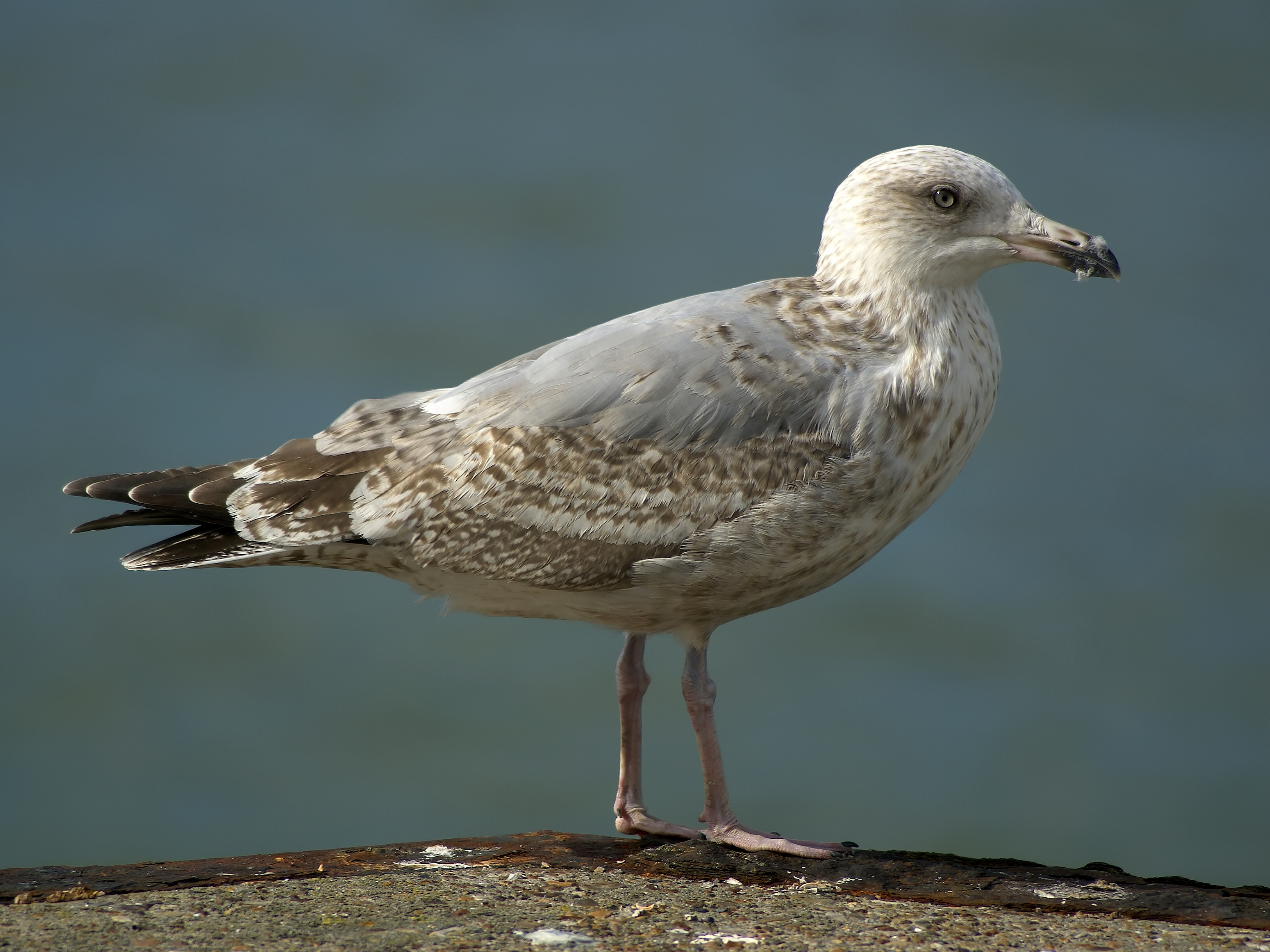
Pták v šatu 3. roku

Dospělý samec měří 60–67 cm a váží 1050–1525 g, zatímco dospělá samice měří 55–62 cm a váží 710–1100 g. Rozpětí křídel dosahuje 125–155 cm. Jako většina druhů této skupiny má v dospělosti bílou hlavu, tělo a ocas, šedý hřbet, šedá křídla s černou kresbou a bílými špičkami letek. V prostém šatu má na hlavě výrazné tmavé čárkování. Zobák je žlutý s červenou skvrnou na spodní čelisti. Nohy mají světle růžovou barvu, méně často bledě žlutou. Mladí ptáci jsou hnědí s tmavým skvrněním a s každým přepeřením se vzhledem stále více podobají dospělcům. Plně vybarvení jsou až ve čtvrtém roce života, kdy také dosahují pohlavní dospělosti. Rozlišování od podobných druhů, s nimiž byl dříve spojován (racek bělohlavý, racek středomořský), je velmi obtížné, ačkoli od racka středomořského se liší růžovou barvou nohou a od racka bělohlavého světlýma očima a kratším, silnějším krkem, zobákem a mohutnější hlavou.

## Hlas

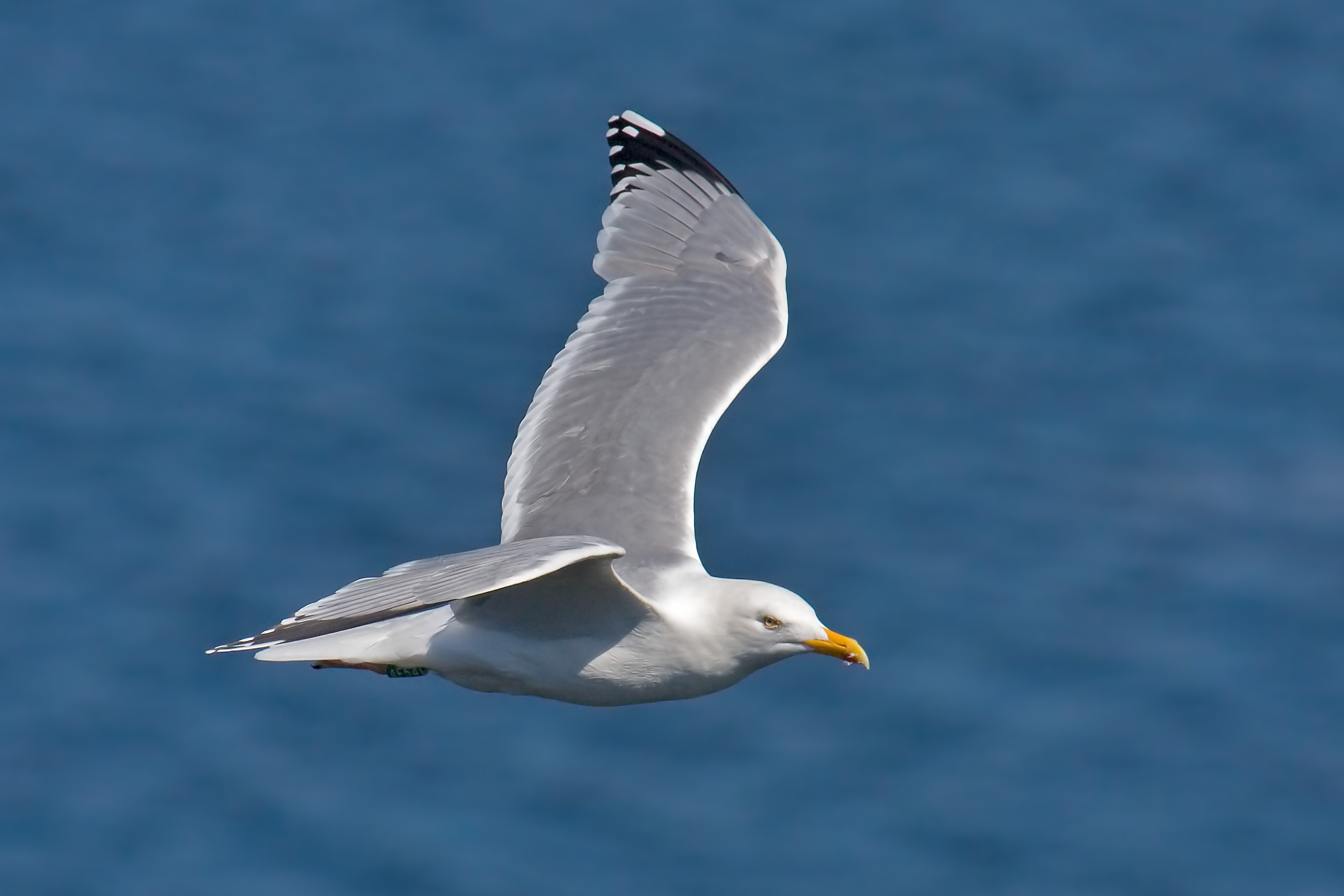
Dospělý pták v letu

Dobře známé hlasové projevy, spojované s pobřežím severní polokoule. V toku vydává zvučnou řadu „éu...kyjaa-kja-kja-kja-kja-kja-kja...kjau“. Dále se ozývá pronikavým, hlasitým „kjov“, opakovaným jako poplašné volání, při hrozbě výrazným „geg-eg-eg“.

## Rozšíření

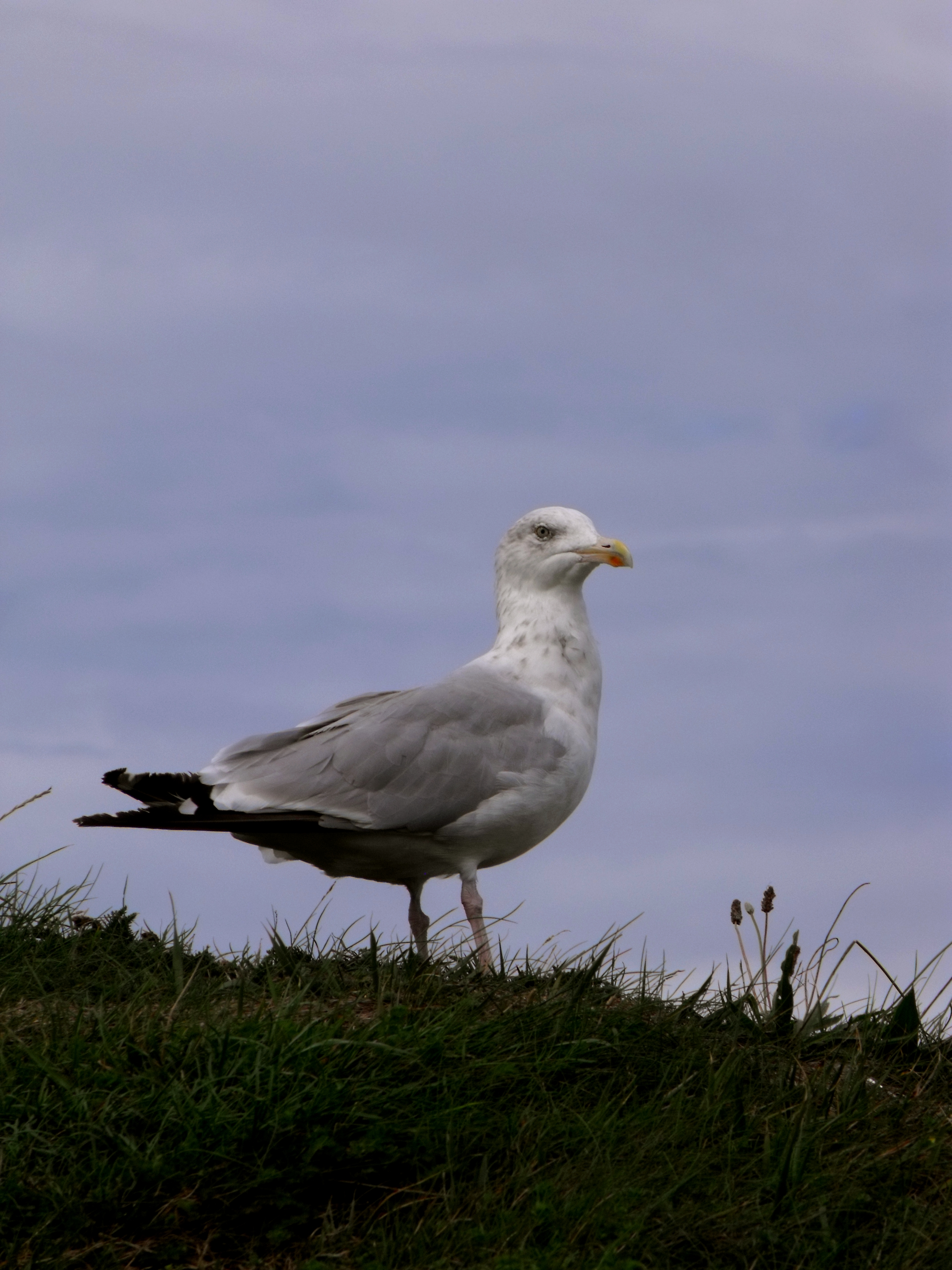
Pták na Alabastrovém pobřeží ve Francii

Racek stříbřitý hnízdí na pobřeží severozápadní Evropy od severní Francie a Britských ostrovů po severní Skandinávii a přilehlou část Ruska. V zimě zůstává v oblasti hnízdišť, pouze severněji hnízdící ptáci se posouvají do jižní části areálu druhu. V posledních letech se rozšířil také do vnitrozemí Polska. Nehojně v zimě zaletuje také dále na jih, včetně České republiky.

## Hnízdění

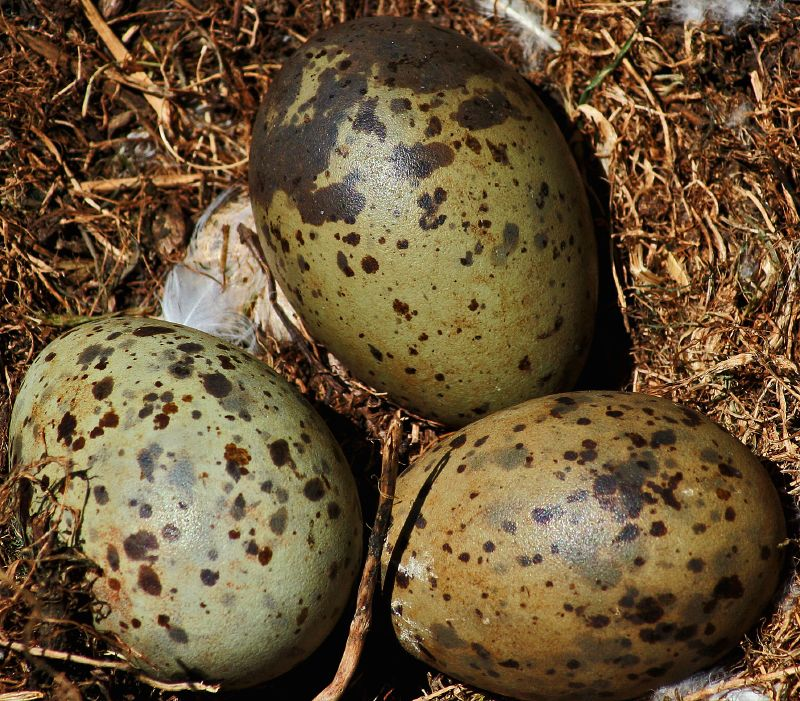
Vejce racka stříbřitého

Monogamní druh, páry tvoří na celý život. Při párování samice přiletí k samci a v podřízeném postoji začne žadonit podobně jako mládě o potravu. Pokud ji samec přijme, odpoví mňoukavým voláním a následuje rituál synchronních pohybů hlavami obou partnerů. Po nakrmení samice následuje páření.
Hnízdí v početných koloniích na pobřeží, místo pro hnízdo je vybíráno oběma partnery, v případě úspěšného hnízdění se na ně vrací každý rok. Nachází se na zemi, případně na skalní římse. 2–4, nejčastěji 3 vejce jsou účinně bráněna a inkubována oběma rodiči po dobu 28–30 dnů. Díky světle žlutohnědému zbarvení s tmavě hnědými skvrnami různé velikosti jsou dobře maskována. Mláďata se líhnou pokryta prachovým peřím s otevřenýma očima a během několika hodin opouští hnízdo. Při dožadování klovou do červené skvrny na zobáku rodičů, kteří jim následně vyvrhnou potravu. První zkoušky letu podnikají ve stáří 35–40 dnů a plně vzletná jsou ve věku 5–6 týdnů. Rodiči jsou krmena až do stáří 11–12 týdnů ale krmení s může protáhnout až do 6 měsíců věku mláďat. Samec krmí mladé častěji před jejich vzletností, samice zase po vzletnosti.
Stejně jako u jiných racků se jedná o dlouhověkého ptáka, nejvyšší zjištěný věk je 49 let.

## Potrava
Všežravý druh, stejně jako jiné druhy rodu Larus, přiživuje se na skládkách odpadu a zbytky z rybolovu vyhazovanými z paluby rybářských lodí. Kromě ryb se živí ptačími vejci a mláďaty, včetně těch od jiných druhů racků, malými suchozemskými obratlovci a měkkýši a korýši, jejichž schránky rozbíjí upuštěním z výšky. Mořskou kořist loví do maximální hloubky 1–2 metrů. Bylo prokázáno používání kousků chleba jako návnady pro přilákání ryb. Rostlinnou složku tvoří semena, kořínky, ovoce a mořské řasy.
Rackové rovněž běžně pobíhají po zemi a plácáním nohou, imitujícím vibrace způsobené lovícím krtkem aktivují únikový mechanizmus žížal, které pak vylezou na povrch o jsou následně rackem zkonzumovány.
Je schopen pít slanou mořskou vodu, přičemž přebytečnou sůl vyloučí z těla specifickými žlázami umístěnými nad očima.